# Алмалинський сільський округ (Саркандський район)
Алмали́нський сільський округ (каз. Алмалы ауылдық округі, рос. Алмалинский сельский округ) — адміністративна одиниця у складі Саркандського району Жетисуської області Казахстану. Адміністративний центр — село Алмали.
Населення — 3864 особи (2021; 4044 у 2009, 4125 у 1999, 4884 у 1989).
Станом на 1989 рік існувала Новопокровська сільська рада (села Абай, Новопокровка).

## Склад
До складу округу входять такі населені пункти:
| Населений пункт | Населення, осіб (1989) | Населення, осіб (1999) | Населення, осіб (2009) | Населення, осіб (2021) |
| --------------- | ---------------------- | ---------------------- | ---------------------- | ---------------------- |
| Абай, село      | 785                    | 670                    | 683                    | 588                    |
| Алмали, село    | 4099                   | 3455                   | 3361                   | 3276                   |